# Шаховской, Леонтий Иванович
Князь Леонтий Иванович Шаховской — воевода во времена правления Михаила Фёдоровича.
Из княжеского рода Шаховские. Старший сын князя Ивана Андреевича Шаховского. Имел братьев, князей Михаила Ивановича по прозванию "Хохолек" и Ивана Ивановича по прозванию "Лебезга".

## Биография
В 1615 году записан в дворянах Зубцовской десятни. В 1616 году показан в выборных дворянах. В 1618-1619 годах находился в осаде Москвы в приход королевича Владислава IV, за что пожалован их поместья в вотчину 110 четвертей земли. В 1619-1620 годах воевода в Старой Русе. В 1620 году воевода в Тарусе.

## Семья
От брака с неизвестной имел детей:
- Князь Шаховской Иван Леонтьевич Большой — воевода.
- Князь Шаховской Никита Леонтьевич — в 1627 году московский дворянин, в 1632 году воевода в Кадоме, в 1633-1634 годах воевода в Арзамасе.
- Князь Шаховской Иван Леонтьевич Меньшой — дозорщик: в 1627 году в Коломне, в 1644-1647 годах в Карачеве, в 1678 году в Каширских засеках и там же воевода для засечного строения, в 1640-1658 годах московский дворянин.